# Habib Bamogo
Habib Bamogo (Paris, 8 de maio de 1982) é um futebolista profissional burquinense que atua como atacante.

## Carreira
Habib Bamogo integrou a Seleção Burquinense de Futebol no Campeonato Africano das Nações de 2010.